# 水社竹盾介殼蟲
水社竹盾介殼蟲（学名：Kuwanaspis suishana）为盾介殼蟲科竹盾介殼蟲屬下的一个种。它主要分佈於中国大陸的福建、四川、浙江以及日本、尼泊尔、台湾、泰国等地區。